# Normalización vectorial
La normalización vectorial es utilizada para crear precios dentro de modelos de economía cuya suma sea la unidad. 

Sea un vector de precios {\displaystyle {\overrightarrow {p}}=(a,b,c)}. El módulo de un vector
es
| {\displaystyle \left\\|\mathbf {a} \right\\|={\sqrt {{a}^{2}+{b}^{2}+{c}^{2}}}} |

De forma General:
El Vector:
{\displaystyle {\overrightarrow {p}}=(a,b,c,....,n)}
El Módulo del vector:
{\displaystyle \left\|\mathbf {a} \right\|={\sqrt {\sum _{i=1}^{N}(Xi)^{2}}}}
La normalización vectorial significa crear un precio cuyo módulo sea la unidad.
{\displaystyle \ {\overrightarrow {p}}=({\frac {a}{\sqrt {{a}^{2}+{b}^{2}+{c}^{2}}}},{\frac {b}{\sqrt {{a}^{2}+{b}^{2}+{c}^{2}}}},{\frac {c}{\sqrt {{a}^{2}+{b}^{2}+{c}^{2}}}})}
En algunas demostraciones de microeconomía como la Ley de Walras, los precios normalizados son iguales a las cantidades demandadas. Cada componente del vector precio normalizado corresponde al precio de un bien.

Ejemplo.
| {\displaystyle {\overrightarrow {p}}=(1,2,3)}                                                                     |
| {\displaystyle \left\\|\mathbf {a} \right\\|={\sqrt {{1}^{2}+{2}^{2}+{3}^{2}}}={\sqrt {14}}}                      |
| {\displaystyle \ {\overrightarrow {p}}=({\frac {1}{\sqrt {14}}},{\frac {2}{\sqrt {14}}},{\frac {3}{\sqrt {14}}})} |

Si elevamos al cuadrado